# Warnow CV 2900
Die Schiffe des Typs Warnow CV 2900 waren eine Weiterentwicklung der Schiffe des Typs Warnow CV 2600. Sie wurden in der Kvaerner Warnow Werft GmbH gebaut. Auftraggeber war die Interorient Navigation Co., Limassol, Zypern.
Der augenscheinlichste Unterschied zur Vorgängerserie bestand darin, dass durch Erhöhung der Aufbauten eine Lage Container an Deck mehr gefahren werden konnte.

## Kurzbeschreibung
Die Schiffe wurden nach den Vorschriften des Germanischen Lloyd ausgelegt und gebaut. Die Stauung der Container erfolgte in sechs Laderäumen, die durch Pontonlukendeckel wetterdicht verschlossen wurden. In den Laderäumen befanden sich Staugerüste für den Transport von 40-Fuß-Containern, die auch den Transport von 20-Fuß-Containern in Längsrichtung erlaubten. Die Stauung von 45-Fuß-Containern war an Deck in der zweiten Lage möglich.
Der Schiffskörper wurde in Längsspantenbauweise gefertigt. Höherfester Stahl mit einer Streckgrenze von 355 N/m² kam in den hochbelasteten Bereichen der Lukensülle, Hauptdeck, Schergang und Teile des Wallgangs zum Einsatz.
Der Maschinenraum befand sich im Bereich der Spanten 40–77. In ihm befand sich der Hauptmotor. Dieser langsam laufende Langhub-Dieselmotor vom Typ DMR - 8 K 80 MC-C (Lizenz MAN) wurde mit einem umfassenden, PC-gestützten Diagnosesystem ausgerüstet, das sich anbahnende Probleme schon vor Eintreten des Schadensfalles erkannte, so dass die Besatzung in die Lage versetzt wurde, prophylaktisch tätig zu werden. Die Produktion erfolgte im Dieselmotorenwerk Vulkan, Standort Rostock (DMR). Die Aufladung des Motors erfolgte durch zwei Abgasturbolader von MAN B&W. Der Motor war für den Betrieb mit hochviskosen Brennstoffen bis 700 cSt/50 °C ausgelegt.
Der Propeller war ein 6-flügeliger Festpropeller mit einem Durchmesser von 7,30 m und erzeugte einen Schub von 1920 kN. Hersteller war die Mecklenburger Metallguss Waren (MMG).
Alle Bordarbeitsplätze entsprachen den Vorschriften des Germanischen Lloyd und der See-Berufsgenossenschaft.

## Die Schiffe
| Warnow CV 2900 | Warnow CV 2900 | Warnow CV 2900 | Warnow CV 2900                    | Warnow CV 2900                                             | Warnow CV 2900 |
| Bauname        | Baunummer      | IMO-Nummer     | Kiellegung Stapellauf Ablieferung | Eigner                                                     | Umbenennungen und Verbleib |
| -------------- | -------------- | -------------- | --------------------------------- | ---------------------------------------------------------- | --- |
| Telamon        | 003            | 9122203        | – November 1996                   | CTO Ges. für Containertransport mbH & Co. MS „Telamon“ KG  | Contship Ambition → Telamon (2002) → Norasia Telamon (2004) → Nautic (2007) → Tara (2010) → Pisti (2010) → Isti (2015) → 2015 Abbruch in Alang                          |
| Tegesos        | 004            | 9122215        | – Dezember 1996                   | CTO Ges. für Containertransport mbH & Co. MS „Tegesos“ KG  | Contship Action → Norasia Tegesos (2003) → Tegesos, Tag 81, Abbruch in Alang                                                                                            |
| Timarchos      | 005            | 9137894        | – April 1997                      | Conti Credo Schiffahrts-GmbH & Co. KG MS „Conti Harmony“   | Contship Harmony (1997) → Contship Innovatur (1999) → Contship Innovator (1999) → San Pedro Bay Dragon (2002) → Conti Harmony (2010) → 2014 Abbruch in Alang            |
| Telendos       | 006            | 9137909        | – Mai 1997                        | CTO Ges. für Containertransport mbH & Co. MS „Telendos“ KG | Contship Champion (1997) → Indamex Delaware (2002) → CMA CGM Dardanelles (2004) → Nanngjing Dragon (2008) → Champion (2012) → Champion 1 (2012) → 2012 Abbruch in Alang |

## Schiffsbilder

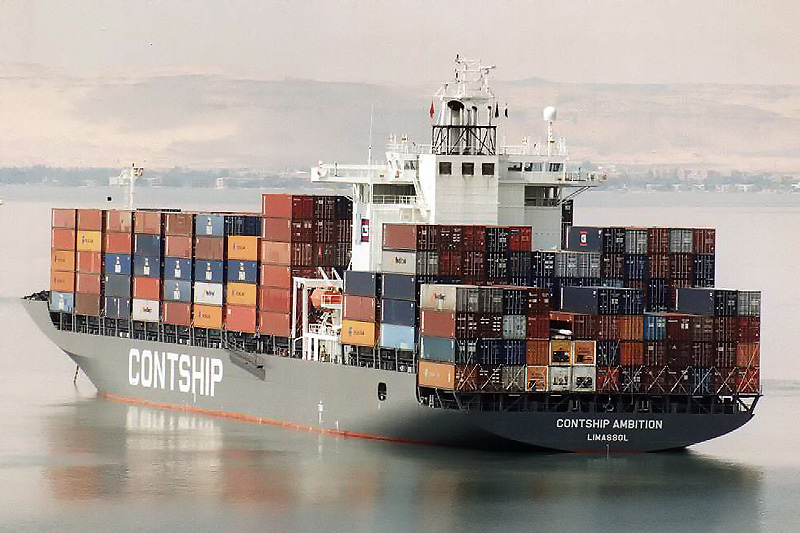
Contship Ambition
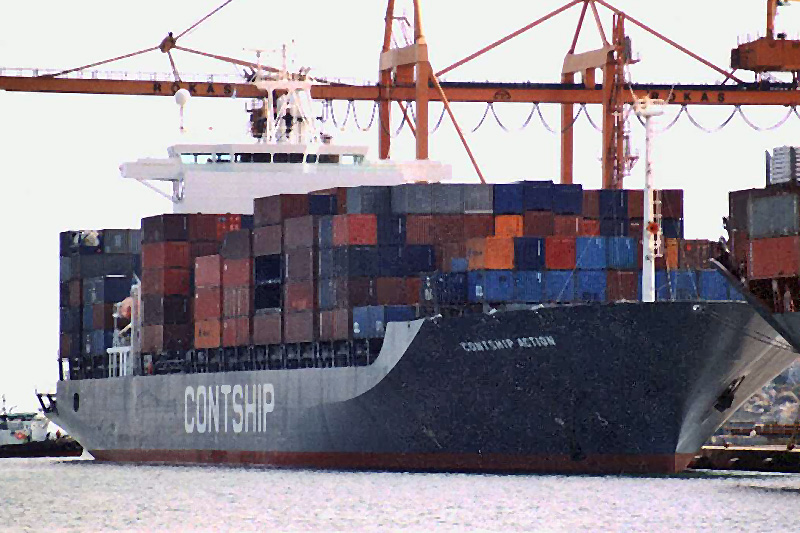
Contship Action
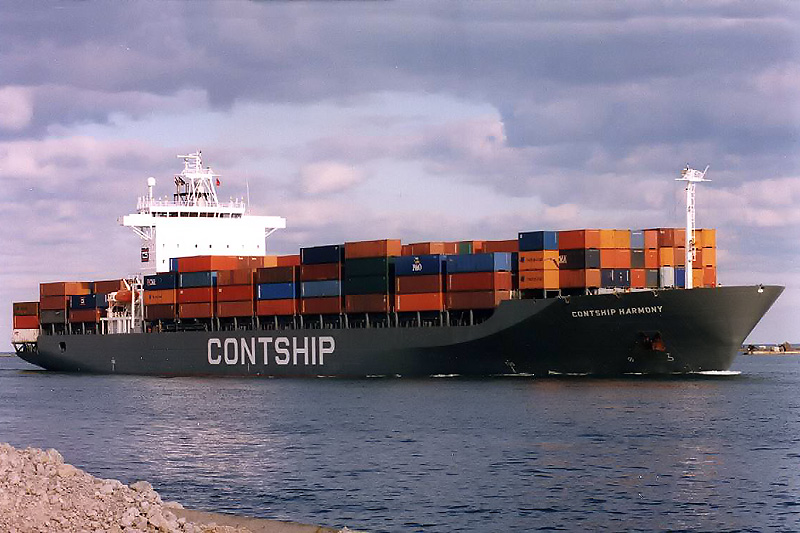
Contship Harmony
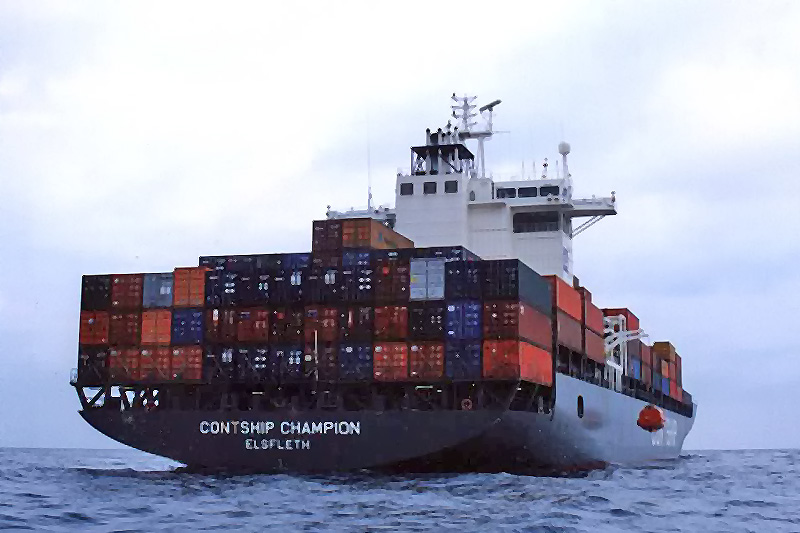
Contship Champion